# The Biggest Ragga Dancehall Anthems 2003
The Biggest Ragga Dancehall Anthems 2003 – piąty album z serii kompilacji The Biggest Ragga Dancehall Anthems, wydany 7 października 2003 roku przez londyńską wytwórnię Greensleeves Records. 
13 grudnia 2003 roku album osiągnął 9. miejsce w cotygodniowym zestawieniu najlepszych albumów reggae magazynu Billboard (ogółem był notowany na liście przez 8 tygodni).

## Lista utworów

### CD 1
1. Vybz Kartel - "Sweet To The Belly"
2. Elephant Man - "Blase"
3. Beenie Man - "Row Like A Boat"
4. T.O.K. - "Unknown Language"
5. Predator & Kiprich - "Head No Good"
6. Spragga Benz & T.O.K. - "We Waah"
7. Vybz Kartel & Wayne Marshall - "Why You Doing It (Part 2)"
8. Mr. Vegas, Alozade & Hollow Point - "Under Mi Sensi"
9. Elephant Man - "No Hail Me"
10. Vybz Kartel - "Sen On"
11. Wayne Marshall - "Check Yourself"
12. Elephant Man - "Krazy"
13. Predator - "Nah No Head"
14. Kid Kurrupt - "Sake A Dat Gal"
15. Vybz Kartel & Ward 21 - "Nah Climb"
16. Beenie Man & Silver Cat - "Angillitto"
17. Capleton - "Roughest King"
18. Vybz Kartel - "Pussy Jaw"
19. Kid Kurrupt - "Pride"
20. Elephant Man - "Fan Dem Off"

### CD 2
1. Elephant Man - "Genie Dance"
2. Vybz Kartel & Wayne Marshall - "Why You Doing It"
3. Bounty Killer - "Sadda Dem"
4. Beenie Man & T.O.K. - "Bring It On"
5. Elephant Man - "Egyptian Dance"
6. Spragga Benz - "To The Right"
7. Vybz Kartel & Wayne Marshall - "New Millenium"
8. Taz & Chico - "Erica"
9. Vybz Kartel - "Up To The Sky"
10. Beenie Man - "Hand Up Deh"
11. Wayne Marshall - "Fat Infinite"
12. T.O.K. - "Goodas"
13. Elephant Man - "Stop Hitch"
14. Bounty Killer & Angel Doolas - "Nah Force"
15. Wayne Marshall - "We Roll"
16. Beenie Man - "My Dickie"
17. Predator - "Mad"
18. Elephant Man - "Chiney Ting"
19. Wayne Marshall - "I Will Love The Girls"
20. Beenie Man & Robyn - "Red Red"